# Cormenon
Cormenon – miejscowość i gmina we Francji, w Regionie Centralnym, w departamencie Loir-et-Cher.
Według danych na rok 1990 gminę zamieszkiwało 717 osób, a gęstość zaludnienia wynosiła 124 osoby/km² (wśród 1842 gmin Regionu Centralnego Cormenon plasuje się na 535. miejscu pod względem liczby ludności, natomiast pod względem powierzchni na miejscu 1334.).